# Загорулько, Евгений Петрович
Евге́ний Петро́вич Загору́лько (26 августа 1942 — 3 апреля 2021) — советский и российский тренер по лёгкой атлетике (прыжок в высоту), заслуженный тренер СССР и РФ.

## Биография
Е. П. Загорулько родился 26 августа 1942 года в п. Тырма Хабаровского края. Евгений Загорулько занимался десятиборьем, но собственная спортивная карьера рано завершилась из-за многочисленных травм. Выпускник 1965 года Московского областного педагогического института. На тренерской работе с 1967 года.
Являлся тренером олимпийских чемпионов Геннадия Авдеенко, Елены Елесиной, Андрея Сильнова, Анны Чичеровой; чемпионов мира по лёгкой атлетике Тамары Быковой, Вячеслава Воронина; чемпионов Европы по лёгкой атлетике Дениса Капустина (тройной прыжок), Александра Шустова; вице-чемпиона мира Данилы Лысенко.
После Олимпиады 2012 года в Лондоне, на которой его ученица Анна Чичерова с результатом 205 см стала олимпийской чемпионкой, а Андрей Сильнов занял 12 место, объявил о желании покинуть тренерскую работу, однако позднее принял решение продолжить работу до чемпионата мира 2013 года в Москве, затем — до Олимпийских игр 2016 года. После Олимпиады продолжал работать вплоть до своей дисквалификации в 2019 году.

## Награды
В 1983 году присвоено звание «Заслуженный тренер СССР». Е. П. Загорулько является также обладателем звания «Заслуженный тренер РФ». В 2002 году награждён орденом Дружбы. В 2010 году — орденом Почёта. В 2012 году назван «Лучшим тренером года» в рамках конкурса «Спортивная элита-2012», организованного Олимпийским комитетом России (ОКР).
В 2013 году награждён орденом «За заслуги перед Отечеством» IV степени.

## Достижения воспитанников
| Турнир           | Золото                   | Серебро                                 | Бронза                                  | Всего      |
| ---------------- | ------------------------ | --------------------------------------- | --------------------------------------- | ---------- |
| Олимпийские Игры | Геннадий Авдеенко (1988) |                                         | Тамара Быкова (1988)                    | 6 (4+0+2)  |
|                  | Елена Елесина (2000)     |                                         | Денис Капустин* (2000)                  |            |
|                  | Андрей Сильнов (2008)    |                                         | Анна Чичерова (2008) дисквалифицирована |            |
|                  | Анна Чичерова (2012)     |                                         |                                         |            |
| Чемпионат мира   | Геннадий Авдеенко (1983) | Геннадий Авдеенко (1987)                | Анна Чичерова (2013)                    | 13 (4+7+2) |
|                  | Тамара Быкова (1983)     | Тамара Быкова (1987)                    | Анна Чичерова (2015)                    |            |
|                  | Вячеслав Воронин (1999)  | Елена Елесина (1991)                    |                                         |            |
|                  | Анна Чичерова (2011)     | Елена Елесина (1999)                    |                                         |            |
|                  |                          | Вячеслав Воронин (2001)                 |                                         |            |
|                  |                          | Анна Чичерова (2007)                    |                                         |            |
|                  |                          | Анна Чичерова (2009) дисквалифицирована |                                         |            |
|                  |                          | Данил Лысенко (2017)                    |                                         |            |
| Чемпионат Европы | Денис Капустин* (1994)   | Тамара Быкова (1982)                    | Елена Елесина (1990)                    | 6 (3+2+1)  |
|                  | Андрей Сильнов (2006)    | Денис Капустин* (1998)                  |                                         |            |
|                  | Александр Шустов (2010)  |                                         |                                         |            |
| Всего            | 11                       | 9                                       | 5                                       | 25         |

* Капустин выступал в тройном прыжке, остальные спортсмены — в прыжках в высоту.

## Дисквалификация
В ноябре 2019 года Е. П. Загорулько отстранён от работы решением независимого органа по борьбе с негативными явлениями в легкой атлетике (Athletics Integrity Unit). Данное решение связано с рассмотрением дела ученика Загорулько, Данилы Лысенко, который нарушил антидопинговые правила, а затем сфальсифицировал объяснительные документы. Наряду с Загорулько по этому делу были отстранены шесть руководителей Всероссийской федерации лёгкой атлетики, включая президента ВФЛА Дмитрия Шляхтина.

## Смерть
2 апреля 2021 года стало известно о том, что страдавший от онкологического заболевания Загорулько был госпитализирован в тяжелом состоянии с коронавирусом. На следующий день российский тренер скончался на 79-м году жизни.